# Douwe Casparus van Dam

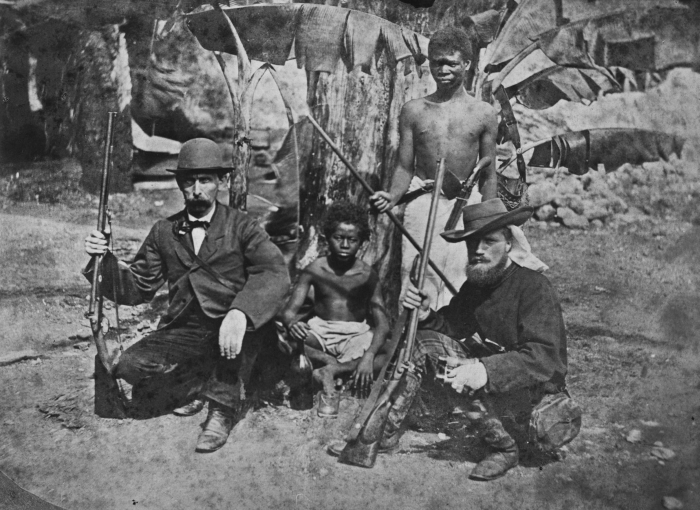
D.C. van Dam und François P.L. Pollen c. 1864

Douwe Casparus van Dam (* 28. September 1827 in Den Haag; † 1. Januar 1898 in Leiden), latinisiert auch Douwe Casparius van Dam, war ein niederländischer Forschungsreisender und Museumswärter.

## Leben und Wirken
Van Dams Vater Jacob van Dam war ein Orgelbauer. Die Familie verließ Den Haag, als er jünger als drei Jahre alt war, und zog in die Provinz Friesland. Im Dezember 1857 zog van Dam nach Hillegersberg bei Rotterdam, wo er als Amtmann angestellt war. Am 27. Juli 1859 heiratete er Elisabeth Faber, die jedoch im November desselben Jahres verstarb. Douwe Casparus van Dam war ein leidenschaftlicher Jäger. In dieser Eigenschaft lernte er in Rotterdam seinen Freund François Pollen kennen. 1863 brachen sie im Auftrag des Rijksmuseum van Natuurlijke Historie zu einer Expedition nach Madagaskar auf und erreichten im März 1864 Réunion. Nach erfolgreicher Sammlertätigkeit im nördlichen Madagaskar, Mayotte, Nosy Be und Réunion kehrten sie über Mauritius im Juli 1866 in die Niederlande zurück. Von 1868 bis 1873 reiste van Dam zum zweiten Mal nach Madagaskar, diesmal ohne Pollen, der jedoch diese Expedition finanzierte. Begleitet wurde er dabei von Gideon van der Henst. Im Oktober 1873 siedelte van Dam nach Krommenie in die Nähe von Zaandam in der Provinz Nordholland, wo er als Weinhändler arbeitete. Nach einigen anschließenden Umzügen, wohnte er schließlich in Leiden. Im Juni 1875 heiratete er Aafje Jans Swart. Aus dieser Ehe gingen vier Söhne hervor. Als 1878 das Rijksmuseum voor Geologie en Mineralogie vom Rijksmuseum van Natuurlijke Historie abgetrennt wurde, erhielt van Dam vom Direktor Johann Karl Ludwig Martin einen Posten als Wärter im neuen Museum. Im Mai 1891 wurde er wegen Diebstahls von Gold und Silber aus der Museumssammlung angezeigt, und, nach einer polizeilichen Ermittlung, im August 1891 entlassen. 
Gemeinsam mit Pollen und van der Henst entdeckte van Dam einige neue Tiertaxa, darunter den Kronensifaka (Propithecus coronatus), den Madagaskarhabicht (Accipiter henstii), den Madagaskar-Purpurreiher (Ardea purpurea madagascariensis), den Mayotte-Echsenhabicht (Accipiter francesiae brutus), die Komorentaube (Columba pollenii) und die Madagaskar-Kapohreule (Asio capensis hova).

## Dedikationsnamen
Hermann Schlegel benannte 1866 den Van-Dam-Vanga (Xenopirostris damii), Pieter Bleeker 1868 die Buntbarschart Paretroplus damii und Samuel Constantinus Snellen van Vollenhoven 1869 die Schmetterlingsart Acraea damii zu Ehren von van Dam.